# Opuntia lutea
Opuntia lutea ist eine Pflanzenart in der Gattung der Opuntien (Opuntia) aus der Familie der Kakteengewächse (Cactaceae). Das Artepitheton lutea stammt aus dem Lateinischen, bedeutet ‚gelb‘ und verweist auf die Farbe der Blüten der Art.

## Beschreibung
Opuntia lutea wächst mehr oder weniger baumförmig mit mehreren großen, seitwärts ausgebreiteten Zweigen und erreicht Wuchshöhen von bis zu 5 Meter. Es wird ein auffälliger kurzer Stamm ausgebildet. Die hellgrünen, leicht glauken, verkehrt eiförmigen bis elliptischen bis länglichen Triebabschnitte sind 10 bis 22 Zentimeter lang. Die großen braunen Areolen stehen etwa 2 Zentimeter voneinander entfernt. Es sind mehrere, nadelige bis borstenartige, schwache, gelbe Dornen vorhanden, die bis zu 4 Zentimeter lang sind.
Aus den roten, bis zu 5 Zentimeter langen, sich wenig öffnenden, mehr oder weniger röhrenförmig bleibenden Blüten ragen Staubblätter und Griffel heraus. Die roten Früchte sind essbar und bis zu 4 Zentimeter lang.

## Verbreitung, Systematik und Gefährdung
Opuntia lutea ist im mexikanischen Bundesstaat Chiapas sowie in Guatemala, Honduras und Nicaragua in Höhenlagen von 150 bis 900 Metern verbreitet.
Die Erstbeschreibung als Nopalea lutea erfolgte 1909 durch Joseph Nelson Rose. David Richard Hunt stellte die Art 1997 in die Gattung Opuntia.
In der Roten Liste gefährdeter Arten der IUCN wird die Art als „Data Deficient (DD)“, d. h. mit keinen ausreichenden Daten geführt. Die zukünftige Entwicklung der Populationen ist unbekannt.

## Nachweise